# Zin
Gli zin, nella mitologia africana, sono gli spiriti acquatici che popolano le acque del fiume Niger, nell'Africa occidentale, presso il popolo dei Gangai.